# 国际谷物公约
《国际谷物公约》（International Grains Agreement， IGA)，前身是1995年的《国际小麦协定》（International Wheat Agreement），由《谷物贸易协定》（Grains Trade Convention, GTC）及《食品援助协定》（Food Aid Convention, FAC）组成，由国际谷物协会（International Grains Council, IGC）进行管理。
《谷物贸易协定》提供谷物市场和政策开发的信息共享、分析及咨询。在《食品援助协定》下，捐赠国承诺每年提供一定数量适于人类食用的食品援助给发展中国家，或者提供用于购买适量食品的现金给受惠国。《国际谷物公约》不包含任何稳定供应商、价格和贸易的机制。